# HMS Neptune (1874)
HMS Neptune, anteriormente Independência, foi um navio blindado do tipo encouraçado originalmente projetado e construído na Grã-Bretanha para o Brasil, mas adquirido pela Marinha Real em 1878. As modificações para se adequar à Marinha Real levaram três anos para serem concluídas e o navio somente realizou sua primeira missão em 1883 na Frota do Canal. O encouraçado foi transferido para a Frota do Mediterrâneo em 1885 e, depois, reaparelhado em Portsmouth entre 1886 e 1887. 
O Neptune tornou-se então o navio da guarda costeira da 1.ª Classe de Reserva em Holyhead até 1893, quando foi descomissionado. Enquanto estava sendo rebocado para demolição em 1903, o Neptune involuntariamente abalroou o HMS Victory e também colidiu com o HMS Hero. Por pouco outros navios também não foram atingidos. Ele foi desmantelado na Alemanha em 1904.

## Características

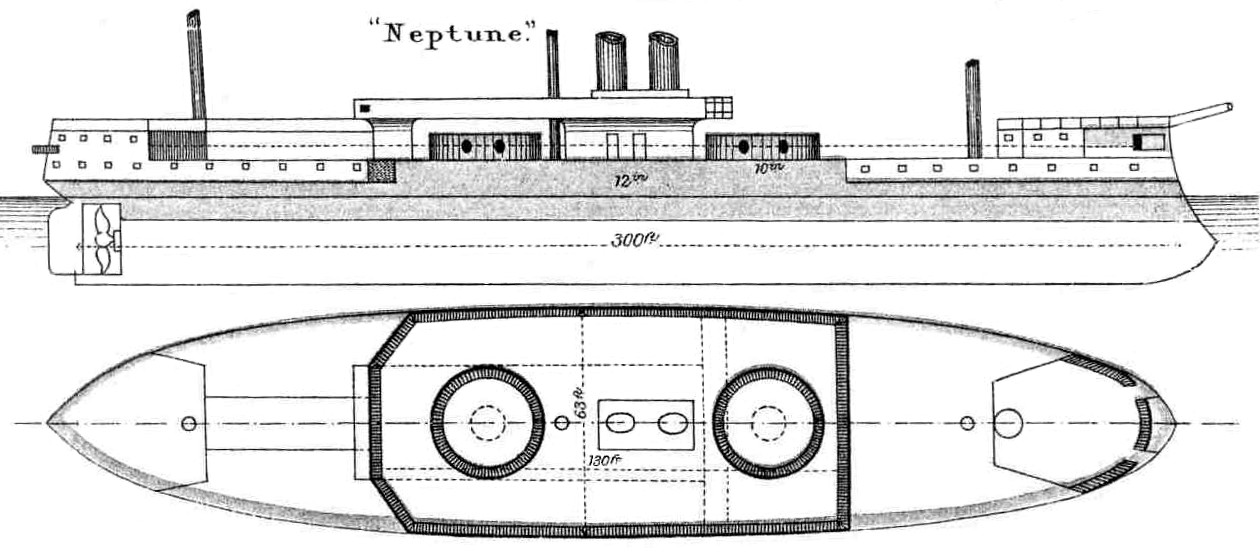
Diagrama do Neptune.

O HMS Neptune foi projetado por Sir Edward Reed para a Marinha do Brasil em 1872 como uma versão com mastro do HMS Devastation, que era uma versão maior e marítima dos monitores da classe Cerberus, e recebeu o nome provisório de Independência. A inserção dos mastros, no entanto, significou também adicionar um castelo na proa e um convés na popa para fornecer o espaço necessário para os mastros e cordames. Estes bloquearam os arcos de disparo das torres de canhão, de modo que foram privados do fogo axial, que era a maior virtude do projeto original. O navio se assemelhava, em vez disso, a uma versão ampliada do HMS Monarch.
Durante a Guerra Russo-Turca de 1877-1878, as tensões aumentaram dramaticamente entre a Rússia e a Grã-Bretanha, pois esta última temia que os exércitos russos vitoriosos ocupassem a capital turca de Constantinopla, algo que os britânicos não tolerariam. Eles mobilizaram grande parte da Marinha Real para o caso de a guerra estourar, e compraram vários navios blindados em construção, incluindo o Independência, em 1878. Os brasileiros venderam o navio por £ 600 mil, quase o dobro dos £ 370 mil pagos pelo Devastation anos antes. Outros £ 89 172 foram gastos para levá-lo aos padrões da Marinha Real. Sob a marinha britânica, o encouraçado foi considerado "um elefante branco, sendo um navio completamente ruim na maioria dos aspectos - azarado, cheio de falhas inerentes e pequenos vícios, e às vezes um perigo para seus próprios ocupantes".
Neptune tinha 300 pés (91,4 metros) de comprimento entre perpendiculares, boca de 63 pés (19,2 metros) e um calado de 25 pés (7,6 metros). O navio normalmente deslocava 8 964 toneladas longas (9 108 toneladas) e 9 311 toneladas longas (9 460 toneladas) completamente carregado. O navio demonstrou ter péssimas qualidades náuticas, pois estava constantemente úmido, difícil de manobrar e tinha um adernamento pesado. Tinha uma clarabóia de 12 pés (3,7 metors) sobre a sala de comando, que, como resultado, muitas vezes inundava enquanto o navio estava no mar.

### Propulsão
Neptune tinha um motor a vapor do tipo trunk de 2 cilindros, fabricado pela John Penn and Sons, acionando uma única hélice de 7,9 m. Oito caldeiras retangulares forneciam vapor ao motor a uma pressão de 32 psi (221 kPa; 2 kgf/cm²). O motor tinha uma potência total projetada de 8 mil cavalos de potência indicados (6 mil quilowatts), mas produzia um total de 8 832 cavalos de potência indicados (6 586 quilowatts) durante os testes no mar em fevereiro de 1878, o que deu a Neptune uma velocidade máxima de 14,65 nós (27,13 quilômetros por hora; 16,86 milhas por hora). O navio carregava 670 toneladas longas (680 toneladas) de carvão, o suficiente para navegar a até 2 740 quilômetros a 10 nós (19 quilômetros por hora; 12 milhas por hora), embora Sir George Tryon o descreveu como "um navio de motores fracos que consumiam uma mina de carvão por dia".
Neptune estava equipado com mastro do tipo instalado em Brigue-Barca, mas seus funis duplos estavam tão perto do mastro principal que as velas e o cordame se deterioravam rapidamente em serviço. O mastro acabou sendo despido das velas e vergas para que o navio usasse apenas os mastros de proa e mezena. Durante sua reforma em 1886, os mastros e o cordame do navio foram substituídos por mastros simples com gávea apenas nas posições de proa e mezena.

### Armamento
Os brasileiros encomendaram quatro canhões Whitworth de 12 polegadas (305 milímetros) para as torres de canhão e um par de canhões de 8 polegadas (203 milímetros) como armas de caça, mas estes foram substituídos quando o navio estava na marinha real. Montou-se um par de fuzis de 12,5 polegadas (317 milímetros) de carregamento pela boca em cada torre e duas armas de carregamento pela boca de 9 polegadas (229 milímetros) no castelo de proa como armas de caça. Essas armas percorriam apenas 45 graus para o lado. O navio também tinha seis canhões Armstrong de 20 libras para uso como armas de saudação. Dois tubos de torpedo de 14 polegadas (356 milímetros) foram montados no convés principal, um de cada lado, para torpedos Whitehead.
O casco da arma de 12,5 polegadas de calibre 16 pesava 367,0 kg, enquanto a própria arma pesava 38 toneladas longas (39 toneladas). Ele tinha uma velocidade inicial de 1 575 pés/s (480 m/s) e foi creditado com a capacidade de penetrar uma blindagem de ferro forjado nominal de 18,4 polegadas (467 milímetros) no focinho. A arma de 9 polegadas de calibre 14 pesava 12 toneladas longas (12 toneladas) e disparava um projétil de 254 libras (115,2 kg) a uma velocidade inicial de 1 420 pés/s (430 m/s). Supostamente podia penetrar blindagens de 11,3 polegadas (287 milímetros). A onda de choque liberada pelos canhões principais era tremenda que o convés imediatamente abaixo não suportava, logo a carga total dos canhões foi reduzida de 90,7 a 81,6 kg de pólvora para minimizar os danos.

### Blindagem
Neptune tinha um cinturão de ferro na linha d'água com 12 polegadas (305 milímetros) de espessura no meio do navio e afinado para 10 polegadas (254 milímetros) e depois para 9 polegadas (229 milímetros) em etapas nas extremidades. A blindagem se estendia de 5 pés e 6 polegadas (1,7 metros) acima da linha d'água e 3 pés (0,9 metros) abaixo dela. Uma cidadela blindada de 112 pés (34,1 metros) de comprimento protegia as bases das torres de canhão, os tubos do funil e os poços de ventilação para os motores e caldeiras. As laterais da cidadela tinham 10 polegadas de espessura e eram fechados por anteparas transversais de 8 polegadas (203 milímetros) de espessura. As armas de caça na proa eram protegidas por uma blindagem de 6 polegadas (152 milímetros).
A superfície das torres tinha 13 polegadas (330 milímetros) de espessura, enquanto as laterais tinham 11 polegadas (279 milímetros). Eles eram reforçados por 13-15 polegadas (330-381 milímetros) de revestimento de teca. O convés blindado tinha 2 a 3 polegadas (51 a 76 milímetros) pelo lado de fora da cidadela e 2 polegadas de espessura dentro dela. Neptune tinha uma torre de comando protegida por 6 a 8 polegadas de blindagem situada bem na frente do mastro de proa.

## Serviço

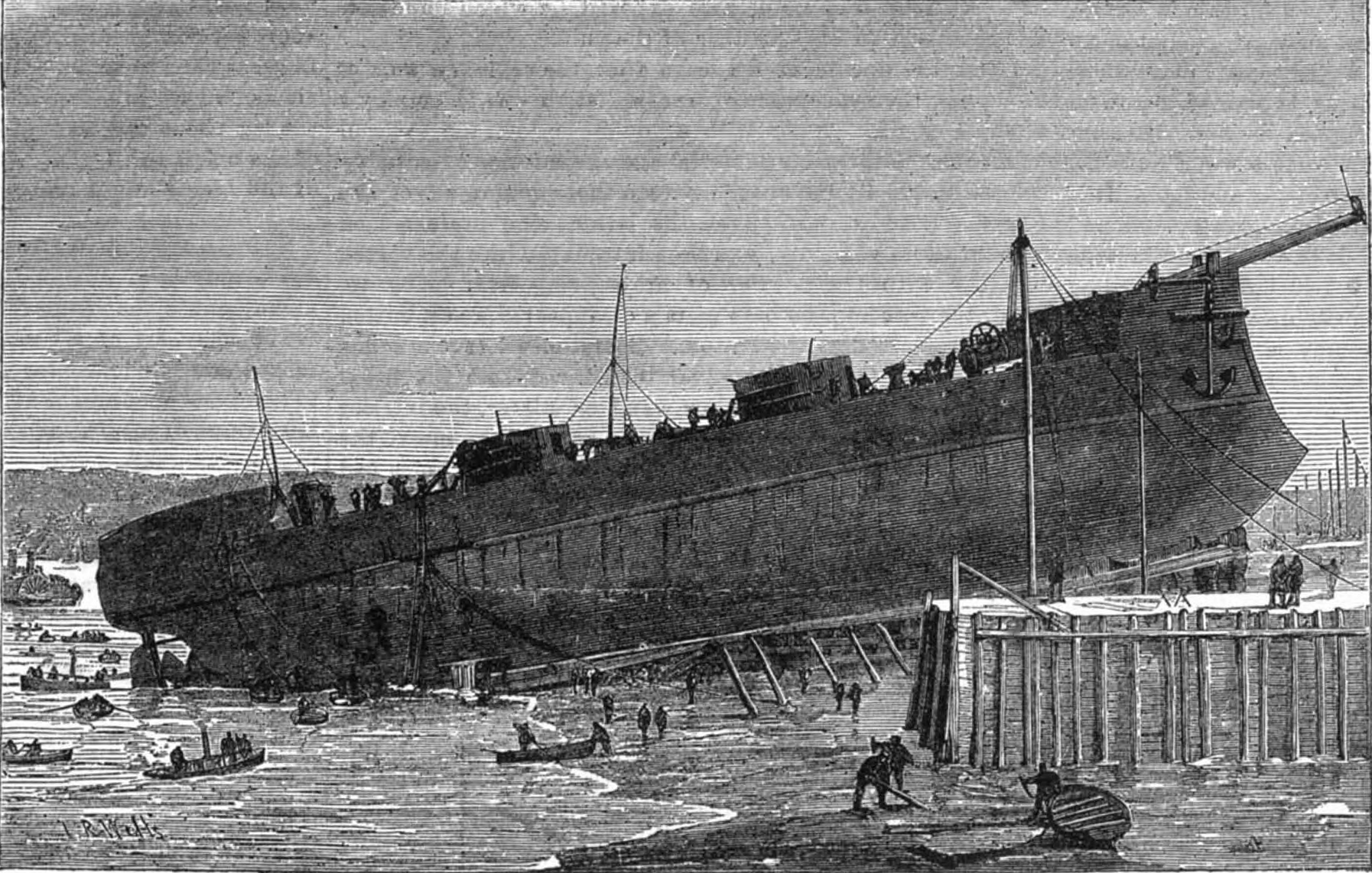
Lançamento do Independência.

O HMS Neptune foi lançado ao mar em 1873 como uma embarcação da Marinha do Brasil sob o nome Independência construída por J & W Dudgeon em Cubitt Town, Londres. O estaleiro tentou lançá-lo em 16 de julho de 1874, mas ficou preso e não se moveu. Uma segunda tentativa foi feita em 30 de julho, durante a qual o navio desceu cerca de um terço da rampa de lançamento e ficou preso, danificando extensivamente seu revestimento inferior. O lançamento finalmente ocorreu em 10 de setembro, sendo rebocado para a Samuda Brothers para reparos e ajustes. O custo do acidente resultou na falência da Dudgeons em 1875.
O Independência realizou seus testes no mar em dezembro de 1877. Em 22 de dezembro, encalhou no rio Tâmisa em Greenwich, condado de Kent. A embarcação foi rebocada em 25 de dezembro para Greenhithe, Kent. O Independência foi abalroado pelo navio a vapor britânico Firebrick em Greenhithe em 23 de fevereiro de 1878, porém sofreu poucos danos.
A ideia por trás da aquisição do Independência pelo Império do Brasil foi para fazer frente à Argentina, visto que nessa época havia certa tensão entre as duas nações. No entanto, a encomenda do encouraçado enfrentou resistência entre os legisladores do império. Os senadores discutiam sobre a real necessidade de se obter uma embarcação grande e inadequada à navegação na bacia do prata. Os críticos aproveitaram a situação das avarias no lançamento do navio para romper o contrato com os ingleses. Posteriormente, foi comprado pela Marinha Real em março de 1878 e renomeado para Neptune, em homenagem ao deus romano do mar. Ele foi então levado para Portsmouth para alterações em seu armamento e outros equipamentos que levaram até 3 de setembro de 1881 para serem concluídos.

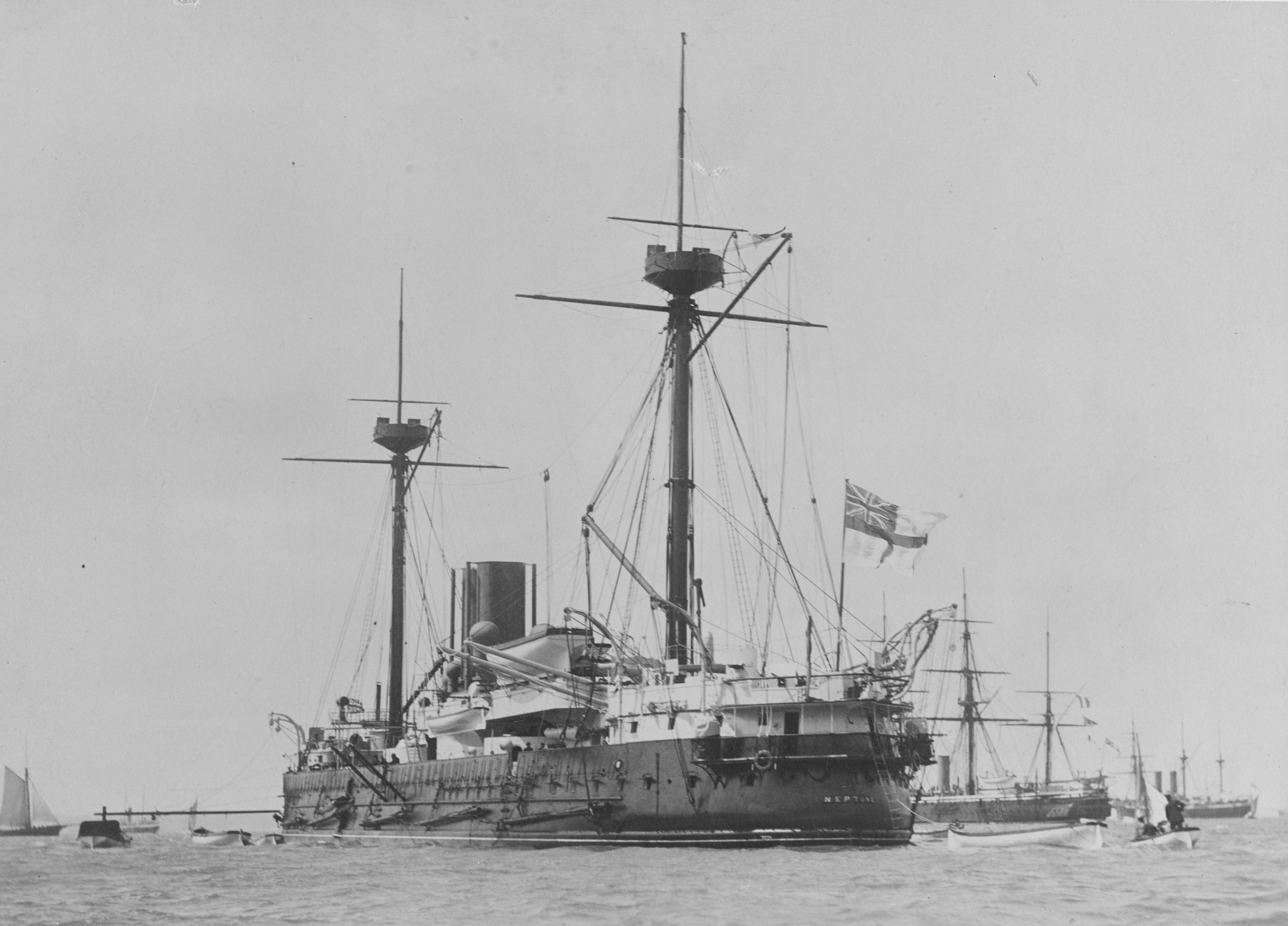
HMS Neptune em 1886.

Neptune foi comissionado em 28 de março de 1883 para o serviço na Frota do Canal. Ele foi transferido para a Frota do Mediterrâneo em 1885, mas retornou a Portsmouth em julho de 1886 para uma reforma. O navio foi designado como navio de guarda para a 1ª Classe de Reserva em Holyhead em maio de 1887. Neptune foi descomissionado em novembro de 1893 em Portsmouth. Em abril de 1902, foi transferido da reserva da frota para a reserva do estaleiro. O navio foi vendido para sucata por £18 mil em 15 de setembro de 1903.
Enquanto estava sendo rebocado pelo Rowland e um outro rebocador para fora de Portsmouth em 23 de outubro de 1903, Neptune teve os cabos que o conectavam aos navios rompidos devido à uma tempestade. Ventos e forte maré o empurraram de volta para o porto. Neptune atingiu o brigue de treinamento Sunflower ancorado ao lado do HMS Racer com um golpe de relance e depois atingiu o lado de bombordo do HMS Victory, fazendo um buraco em seu convés. Neptune então foi empurrado pelas marés e ventos em direção ao HMS Hero e parou contra o aríete de proa deste. O navio foi sucateado em Lemwerder, Alemanha, em 1904.